# Flavomeliturgula tapana
Flavomeliturgula tapana är en biart som först beskrevs av Warncke 1985.  Flavomeliturgula tapana ingår i släktet Flavomeliturgula och familjen grävbin. Inga underarter finns listade i Catalogue of Life.